# Kurt Weidmann
Kurt Weidmann (* 8. August 1937 in Darmstadt; † 1. Juni 2014 ebenda) war ein deutscher Politiker (SPD) und Abgeordneter des Hessischen Landtags.

## Ausbildung und Werdegang
Kurt Weidmann studierte Rechtswissenschaften in Frankfurt am Main und Würzburg und arbeitete als Rechtsanwalt und Notar. 1980 rückte er in die Stadtverordnetenversammlung von Darmstadt nach. Dort wurde er 1985 stellvertretender Stadtverordnetenvorsteher und 1997 Stadtverordnetenvorsteher. 1995 wurde er Unterbezirksvorsitzender der SPD.
Bei der vorgezogenen Landtagswahl in Hessen 1987 wurde er in den Landtag gewählt, dem er drei Wahlperioden lang vom 5. April 1987 bis zum 4. April 1999 angehörte. Er wurde jeweils im Wahlkreis Darmstadt-Stadt I als Direktkandidat gewählt. Im Landtag war er ab 1994 parlamentarischer Geschäftsführer der SPD-Fraktion sowie stellvertretender Vorsitzender der SPD-Landtagsfraktion, stellvertretender Vorsitzender im Unterausschuss Justizvollzug und des Rechtsausschusses und hatte den Vorsitz im Untersuchungsausschuss 13/1.
Kurt Weidmann war verheiratet und hatte drei Töchter.